# Diocese de Syracuse
A Diocese de Syracuse (Dioecesis Syracusensis) é uma circunscrição eclesiástica da Igreja Católica sediada em Syracuse, localizada no estado norte-americano de Nova Iorque. Abrange 7 condados da região central e sul desse estado. Foi erigida em 26 de novembro de 1820, pelo Papa Leão XIII, sendo desmembrada da Diocese de Albany, se tornando sufragânea da Arquidiocese de Nova Iorque. Seu atual bispo é Douglas John Lucia que governa a diocese desde 2019 e sua sé episcopal é a Catedral da Imaculada Conceição.
Possui 129 paróquias assistidas por 262 sacerdotes e cerca de 24% da população jurisdicionada é batizada.

## Prelados
|                 | Nome                       | Período    | Notas                     |        |
| Bispos          | Bispos                     | Bispos     | Bispos                    | Bispos |
| --------------- | -------------------------- | ---------- | ------------------------- | ------ |
| 11º             | Douglas John Lucia         | 2019-atual |                           |        |
| 10º             | Robert Joseph Cunningham   | 2009-2019  |                           |        |
| 9º              | James Michael Moynihan     | 1995-2009  |                           |        |
| 8º              | Joseph Thomas O'Keefe      | 1987-1995  |                           |        |
| 7º              | Francis James Harrison     | 1977-1987  |                           |        |
| 6°              | David Frederick Cunningham | 1970-1975  |                           |        |
| 5º              | Walter Andrew Foery        | 1937-1970  |                           |        |
| 4º              | John A. Duffy              | 1933-1937  | Nomeado Bispo de Buffalo  |        |
| 3°              | Daniel Joseph Curley       | 1923-1932  |                           |        |
| 2º              | John Grimes                | 1912-1922  |                           |        |
| 1º              | Patrick Anthony Ludden     | 1886-1912  |                           |        |
| Bispo-coadjutor |                            |            |                           |        |
|                 | David Frederick Cunningham | 1967-1970  |                           |        |
|                 | John Grimes                | 1909-1912  |                           |        |
| Bispo-auxiliar  |                            |            |                           |        |
|                 | Thomas Joseph Costello     | 1978-2004  |                           |        |
|                 | Francis James Harrison     | 1971-1976  | Elevado a Bispo diocesano |        |
|                 | David Frederick Cunningham | 1950-1967  | Elevado a Bispo-coadjutor |        |

## Território
A Diocese de Syracuse abrange os seguintes condados:

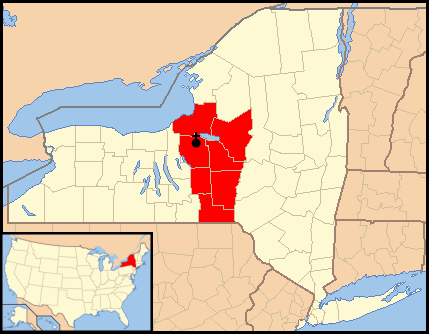
Área territorial da Diocese.

| - Broome - Chenango - Cortland - Madison | - Oneida - Onondaga - Oswego |
| ---------------------------------------- | ---------------------------- |